# José María Alonso (tenisista)
José María Alonso de Areyzaga (ur. 28 marca 1890 w San Sebastián, zm. 14 marca 1979 w Kordobie) – hiszpański tenisista, reprezentant w Pucharze Davisa, dwukrotny olimpijczyk.

## Kariera tenisowa
Był starszym bratem bardziej znanego tenisisty Manuela Alonso, z którym często występował w grze podwójnej. Razem z nim dotarł do ćwierćfinału Wimbledonu w 1924. Odpadł w tym turnieju w 1. rudzie gry pojedynczej i mieszanej, a dwa lata wcześniej w 2. rundzie singla.
Dwukrotnie (w 1920 i 1924 roku) reprezentował swój kraj na igrzyskach olimpijskich.
Bronił również barw narodowych w Pucharze Davisa, uczestnicząc w tych rozgrywkach w 1924 i 1925. Bilans jego występów to 1 porażka w singlu oraz 2 zwycięstwa i 1 porażka w deblu.